# Valerij Hoborov
Valerij Hrygorovytsj Hoborov (Oekraïens: Валерій Григорович Гоборов, Russisch: Валерий Григорьевич Гоборов) (Cherson, 20 januari 1966 - Moskou, 7 september 1989) was een basketbalspeler die uitkwam voor het basketbalteam van de Sovjet-Unie. Hij kreeg de onderscheiding Meester in de sport van de Sovjet-Unie (1988).

## Carrière
Valerij Hoborov begon met basketbal te spelen op een sport-kostschool in Kiev. In 1983 ging hij spelen voor SKA Kiev. Op negentienjarige leeftijd ging hij in 1985 naar CSKA Moskou. Hij was drie keer in successie (1985-1987), Sovjet vice-kampioen achter Žalgiris Kaunas en in 1988 werd hij Sovjet-kampioen. Hij won goud met de Sovjet-Unie op de Olympische Zomerspelen in 1988. Op de Europese kampioenschappen won hij zilver in 1987 en brons in 1989.
Op 7 september 1989 kwam hij om het leven bij een auto-ongeluk op het Gagarinplein in Moskou. Hij werd vierentwintig jaar. Hij is begraven op het Preobrazjenskoje begraafplaats in Moskou.

## Erelijst
- Landskampioen Sovjet-Unie: 1
  - Winnaar: 1988
  - Tweede: 1985, 1986, 1987
- Olympische Spelen: 1
  - Goud: 1988
- Europees Kampioenschap:
  - Zilver: 1987
  - Brons: 1989